# Aérodrome de Barsalogho
L'aérodrome de Barsalogho est un aéroport d’usage public du Barsalogho un département du Burkina Faso situé dans la province Sanmatenga et dans la région Centre-Nord. Il est situé dans le canton de Sanmatenga du royaume de Boussouma.